# 加賀一向一揆
加賀の一向一揆（かがのいっこういっき）は、長享2年（1488年）頃から天正8年（1580年）にかけて、加賀の本願寺門徒（一向衆徒）が中心となった国人や農民による惣国一揆。

## 概要

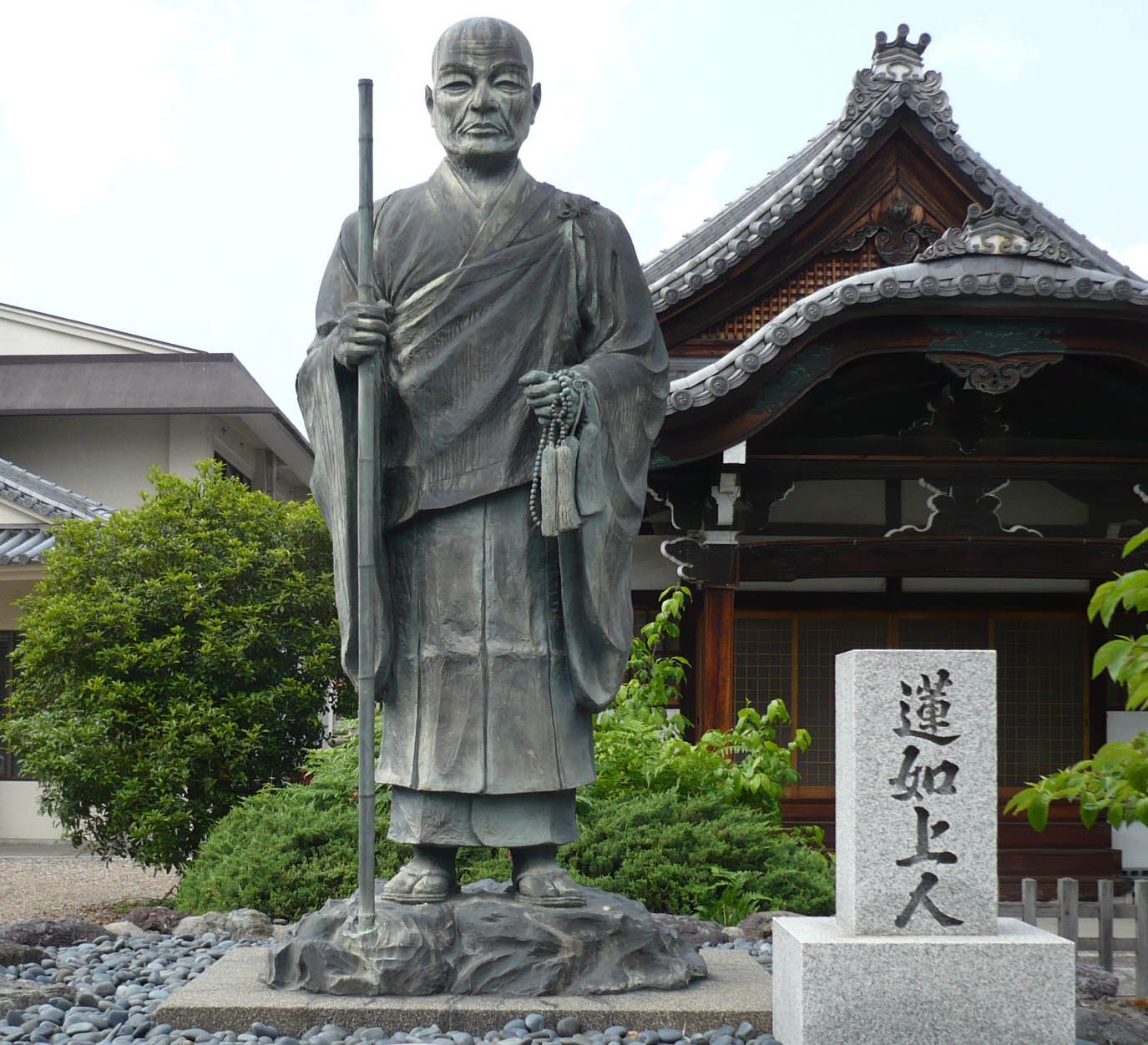
蓮如上人の銅像

蓮如は文明6年（1474年）〜文明7年（1475年）の間、吉崎御坊（福井県あわら市）に滞在した。蓮如は親鸞以来の血脈相承を根拠として、北陸の浄土系諸門を次々と統合していった。文明5年（1473年）には富樫政親の要請を受けて守護家の内紛に介入し、翌年には富樫幸千代を倒した（文明の一揆）。
蓮如はこれによって守護の保護を受ける事を期待していた。が、逆に政親は本願寺門徒の勢いに不安を感じて文明7年に門徒の弾圧を開始、蓮如は吉崎御坊を退去し、加賀の門徒は政親に追われて越中に逃れた。
ところが、今度は越中砺波郡の石黒光義が政親と結んで門徒弾圧に出たところ、文明13年（1481年）に越中で一揆が発生し、光義が討ち取られる（越中一向一揆、田屋川原の戦い）。
また、政親は加賀の一国支配の認知を目指して9代将軍足利義尚による六角高頼遠征（鈎の陣）に従軍したが、それに伴う戦費の拡大により、国人層が反発して越中から帰還した門徒とともに決起する。長享2年（1488年）には、代わりに富樫泰高を守護に擁立して、10万とも20万とも言われる軍勢で1万余の籠城兵を率い高尾城に籠もる政親を滅ぼした。以後、天正8年（1580年）に織田信長に敗れるまでの90年間、加賀は百姓の持ちたる国と呼ばれる状況となった（長享の一揆）。
足利義尚は一向一揆の討伐を検討したが、細川政元の反対と義尚の死により一向一揆討伐と六角高頼遠征は中止となった。以後、加賀に宗主代理の一門衆（松岡寺住持蓮綱・光教寺住持蓮誓・本泉寺住持蓮悟）が在住し、次第に国人層から本願寺による加賀支配に移行していった。
ところが、永正3年（1506年）に一向一揆を抑圧する周辺諸国への進撃を行って失敗（九頭竜川の戦い・般若野の戦い）した頃から、一門衆による統治に動揺を来たし始める。
続いて本願寺中央が一門衆を抑圧しようとした事から、享禄4年（1531年）には大小一揆と呼ばれる内紛に発展して多くの一門衆やこれに従った国人衆が粛清された（享禄錯乱）。
天文15年（1546年）に尾山御坊（金沢御堂）が建設され、それを拠点として北陸全体に一向一揆を拡大させた。弘治元年（1555年）、永禄7年（1564年）に朝倉氏と、1570年代前半は上杉謙信と、その後は織田信長と対立した。

## 衰退・滅亡
元亀3年（1572年）は杉浦玄任を総大将とする一揆勢が上杉軍と数ヶ月に渡って激突、各地で上杉軍を破るなど猛威を振るった。しかし謙信率いる上杉本隊が到着するに至り戦況が悪化し、尻垂坂の戦いで大敗を喫し、一揆の勢いに陰りが見え始める。
天正8年（1580年）に石山本願寺が降伏し、信長の家臣である柴田勝家と佐久間盛政が尾山御坊を攻略した。しかし、教如の檄により最後まで抵抗を続けた白山麓の一揆は、柴田と佐久間の攻勢よって天正10年（1582年）3月に鎮圧され、加賀の一向一揆は壊滅した（一揆を沈静化させたのは前田利家だった、と言う説がある）。